# Peribaea sedlaceki
Peribaea sedlaceki är en tvåvingeart som först beskrevs av Hiroshi Shima 1970.  Peribaea sedlaceki ingår i släktet Peribaea och familjen parasitflugor. Inga underarter finns listade i Catalogue of Life.